# Metopa spitzbergensis
Metopa spitzbergensis is een vlokreeftensoort uit de familie van de Stenothoidae. De wetenschappelijke naam van de soort is voor het eerst geldig gepubliceerd in 1907 door Bruggen.